# Кристин, Владислав Сергеевич
Владисла́в Серге́евич Кри́стин (укр. Владислав Сергійович Кристін; 5 сентября 2001, Боратин) — украинский футболист, защитник клуба «Эпицентр».
Брат-близнец — Станислав, также профессиональный футболист.

## Биография
Футболом начал заниматься в детских школах «Азовсталь-2», донецкого «Шахтёра», «Волынь» и «Адреналин» (Луцк).
В сезоне 2020/21 дебютировал во Второй лиге за «Волынь-2», проведя 11 матчей. Летом 2021 года попал в основную команду «Волыни» и 24 июля вышел на поле в матче Первой лиги против «Агробизнеса».
С 2022 года выступает за «Эпицентр».